# Homilética
Homilética (Gr. homiletikos, a partir de homilos, reunião familiar), em teologia, é a aplicação dos princípios gerais de retórica para o ministério específico da pregação. O praticante de homilética é um homiliasta, ou, mais coloquialmente de pregador.

## Explicação
Homilética é o estudo da composição e exposição de um sermão ou de outro discurso religioso. Inclui todas as formas de pregação, isto é: o sermão, a homilia e a catequese de instrução.
Ela pode ser definida como o estudo da análise, classificação, preparação, composição e entrega de sermões.
Os escritos de Lyman Beecher para um curso na Universidade de Yale geraram ênfase no estudo homilético. Esta publicação é, até hoje, fonte importante sobre a História e a prática da disciplina.